# Транзитна станція
«Транзитна станція» (англ. Way Station) — науково-фантастичний роман Кліффорда Сімака. Вперше виданий у 1961 року в часописі «Гелексі» під назвою «Тут збираються зірки» (англ. Here Gather the Stars). 1963 року роман видано окремою книгою під нинішньою назвою.

## Опис сюжету
Інек Волліс, ветеран громадянської війни в США, обраний прибульцем-чиновником Галактичної Федерації (що погодився називатись Уліссом), як керівник пересадкової станції для міжпланетних мандрівок. Пересадкова станція була облаштована всередині та під його будинком (Мілвіль, штат Вісконсин), який, не змінивши свого зовнішнього виду, набув властивості незнищенності і людина знаходячись в ньому не старіла. Волліс невпинно накопичує інопланетні знання і ретельно веде щоденник. Його таємною мрією є прийняття Землі до Галактичної Федерації. Волліс був єдиною людиною, що знала про існування прибульців, доки сто років потому уряд США не зацікавився його підозрілим довголіттям. За будинком Волліса встановлюється стеження спецслужб. 
Фракції в Галактичній Федерації спочатку забажали закрити транспортну гілку в цьому напрямку, щоб зосередити ресурси на прокладанні міжпланетних шляхів в більш перспективних напрямках. Крадіжка урядом тіла померлого прибульця, якого Волліс похоронив в своєму саду, спонукає їх до просування цієї політики, в той час як загублення Федерацією особливого артефакту (Талісману) сприяє втраті зв'язку з духом всесвіту й стає причиною наростання протиріч у Галактичній Федерації.
Адаптувавши інопланетну математику, Волліс розрахував, неминучість ядерної війни на Землі у недалекому майбутньому, що призведе до її самознищення.
До моменту закриття пересадкової станції, а отже і втрати контакту Галактичної Федерації з Землею, Волліс повинен вирішити, чи дати землянам знищити планету, чи попрохати галактичне співтовариство «відкинути» земну цивілізацію в розвитку на кілька сторіч назад, щоб робити нову спробу розвитку цивілізації.
Для піднесення престижу Землі, збереження пересадкової станції на ній і повернення артефакту цивілізаціям Федерації Волліс має зробити незвичайні кроки, зберігши таємницю зв'язку з прибульцями, і не дати загинути земній цивілізації.

## Додаткові дані
В романі присутні декілька сюжетних дій, які в фіналі цілком логічно поєднуються:
- Уряд дуже зацікавлений у співпраці з Воллісом.
- Ближніми сусідами Волліса є груба сільська родина з глухонімою дочкою. Вона вміє лікувати бородавки, птахів і метеликів і є протиставленням всій родині.
- Свою гвинтівку він ніколи не використовує за призначенням, за винятком вправ на тренажері віртуальної реальності полювання.

## Премії та номінації
- В 1964 «Пересадкова станція» отримала Премію «Г'юго» за найкращий роман.
- Роман зайняв 27 місце в опитуванні, проведеному часописом Astounding Science Fiction.[3]
- Роман зайняв 25 місце (разом з «Побачення з Рамою» Артура Кларка) в 1987 згідно з опитуванням часопису Локус.[4]
- Роман зайняв 31 місце в 1998 згідно з опитуванням часопису Локус.[5]

## Адаптації романа
У 2004 Revelstone Entertainment придбала права на сюжет «Пересадкової станції».

## Переклади українською
- Кліффорд Сімак. Транзитна станція. Переклад з англійської: Галина Михайловська. Тернопіль: НЛ-Богдан. 2018. 248 стор. ISBN 978-966-10-5594-9